# Wisdom
Wisdom és una concentració de població designada pel cens dels Estats Units a l'estat de Montana. Segons el cens del 2000 tenia 114 habitants.

## Demografia
Segons el cens del 2000, Wisdom tenia 114 habitants, 61 habitatges, i 32 famílies. La densitat de població era de 46,3 habitants per km².
Dels 61 habitatges en un 11,5% hi vivien nens de menys de 18 anys, en un 47,5% hi vivien parelles casades, en un 1,6% dones solteres, i en un 47,5% no eren unitats familiars. En el 41% dels habitatges hi vivien persones soles l'11,5% de les quals corresponia a persones de 65 anys o més que vivien soles. El nombre mitjà de persones vivint en cada habitatge era d'1,85 i el nombre mitjà de persones que vivien en cada família era de 2,47.
Per edats la població es repartia de la següent manera: un 12,3% tenia menys de 18 anys, un 4,4% entre 18 i 24, un 28,9% entre 25 i 44, un 43% de 45 a 60 i un 11,4% 65 anys o més.
L'edat mediana era de 49 anys. Per cada 100 dones de 18 o més anys hi havia 122,2 homes.
La renda mediana per habitatge era de 24.583 $ i la renda mediana per família de 41.875 $. Els homes tenien una renda mediana de 27.500 $ mentre que les dones 21.406 $. La renda per capita de la població era de 18.172 $. Aproximadament l'11,1% de les famílies i el 12,9% de la població estaven per davall del llindar de pobresa.

## Poblacions més properes
El següent diagrama mostra les poblacions més properes.